# Mustanletonkuohuva
Mustanletonkuohuva är en klippa i Finland.   Den ligger i kommunen Kotka i den ekonomiska regionen  Kotka-Fredrikshamn  och landskapet Kymmenedalen, i den södra delen av landet, 130 km öster om huvudstaden Helsingfors.
Terrängen runt Mustanletonkuohuva är mycket platt.